# Île Moudioug
L'île Moudioug (en russe : остров Мудьюг) est une île de la mer Blanche, située près de l'embouchure de la Dvina septentrionale. L'île fait partie de l'oblast d'Arkhangelsk, en Russie.

## Géographie
L'île Moudioug est sablonneuse et basse. Elle est allongée selon une direction nord-nord-ouest - sud-sud-est parallèle à la côte. Sa longueur est de 15,7 km et sa largeur maximale atteint 5 km. Sur l'île, s'élève un phare, mis en service en 1838.

## Histoire
Pendant la guerre civile russe, les forces étrangères qui participèrent à l'intervention en Russie septentrionale y ouvrirent un camp de prisonniers de guerre le 23 août 1918. À partir du 2 juin 1919, le camp fut utilisé par le gouvernement blanc de l'oblast du Nord comme camp de concentration pour enfermer les condamnés à l'exil pénitentiaire. L'île Moudioug fut bientôt surnommée « l'île de la mort » (остров смерти). Selon les historiens, ce camp accueillit un millier de prisonniers, dont 200 à 300 moururent de faim, de maladie et des mauvais traitements. Après une révolte et une tentative d'évasion de masse, le camp fut fermé le 23 août 1919 et les prisonniers furent transférés à Iokanga, sur la péninsule de Kola. En janvier 1920, après avoir vaincu les armées blanches et contraint les forces de l'intervention à battre en retraite, le pouvoir soviétique s'établit à Arkhangelsk.
En 1928, un monument de 17,5 m de hauteur fut élevé sur l'île « aux victimes de l'intervention ». En 1958, un nouveau monument, un obélisque haut de 24 m, en granit, acier et béton, fut érigé dans la partie sud de l'île. En 1934, les autorités créèrent sur l'île un musée de la Révolution de l'oblast du Nord, qui fusionna en 1938 avec le musée régional d'Arkhangelsk.
Pendant la Seconde Guerre mondiale, une unité de défense anti-aérienne fut positionnée sur l'île.